# Olifr M. Guz
Olifr M. Guz – oder einfach nur GUZ – war der Künstlername des Schweizers Oliver Maurmann (* 2. Dezember 1967 in Konstanz; † 19. Januar 2020 in Zürich). GUZ war Sänger, Songschreiber, Gitarrist und Frontmann der Aeronauten. Zudem betrieb er in Schaffhausen das Tonstudio «Star Track», wo er unter anderem Alben von Stahlberger, King Pepe oder Min King produzierte.
Er sang auf Hochdeutsch, auf Schweizerdeutsch und gelegentlich auf Englisch oder Französisch. In seinem Songwriting kombinierte er verschiedenen Musikgenres wie Garage-Rock, Punk, Soul, Pop, Ska und Country. Er war an den Musikformationen Averells, PSOZ, Freds Freunde, The Hunchbacks, die Aeronauten, The Buffalo Ballet, Chabis!, Raumpatrouille Rimini, der Freds Freunde Revival Band sowie Die Zukunft beteiligt. Der bekannteste Song des Trios Die Zukunft war Drogen nehmen und rumfahren.
GUZ hatte auch Anteil an obskuren Rock’n’Roll-Projekten („Die Zorros“, „Jerry J. Nixon“, „Zeno Tornado“). Mit dem 2015 gegründeten Elektro-Blues-Duo Naked in English Class (Olifr M. Guz und Taranja Wu) trat er zwischen 2017 und 2019 in einigen städtischen Schweizer Clubs und bei Festivals auf und brachte beim Zürcher Independent-Label Ikarus Records fünf Alben heraus. Auch mit den Aeronauten spielte Guz 2019 zuletzt vereinzelt Konzerte in der Schweiz.
Guz veröffentlichte neben mehreren MCs und LPs vier im eigenen Tonstudio «Star Track» in Schaffhausen produzierte Solo-CDs.
In der SRF-Mundart-Serie Güsel (2014–2015) spielte Oliver Maurmann an der Seite von Gabriel Vetter den Abfalldetektiv Oli. Die Titelmelodie stammte ebenfalls von ihm: General Guz befreit Pyongyang vom Album Der beste Freund des Menschen.
Auf dem Album Wer mich leiden kann kommt mit der deutschen Skaband Frau Doktor ist das Lied Guz e. V. ihm gewidmet und im Lied Musik auf dem Album Penner Superdisco hört man Guz über Musik sprechen.
Für den Kurzfilm Pocket Rocket (2013) von Walter Feistle war Guz Kameramann, für den Soundtrack des Dokumentarfilms Die Gentrifizierung bin ich. Beichte eines Finsterlings steuerte er das Lied Primitiv bei.
Guz starb in der Nacht zum 20. Januar 2020 im Universitätsspital Zürich im Alter von 52 Jahren an den Folgen eines Herzinfarkts, nachdem er mehrere Jahre vergeblich auf ein Spenderherz gewartet hatte.
Die Schweizer Musikzeitung Loop veröffentlichte im März 2020 eine Sondernummer zu seinem Tod.
Nach dem Tod von Olifr M. Guz erschienen zwei Alben, bei denen er noch massgeblich mitbeteiligt war: Das letzte Aeronauten-Album Neun Extraleben erschien posthum am 20. November 2020. Im Januar 2021 erschien das selbstbetitelte Album des Duos Naked In English Class, das seine Partnerin Taranja Wu vollendete.

## Diskografie
- Was wollen Sie? (MC, 1985)
- Life on Moon (MC, 1986)
- Leichte Amnesie (MC, 1987)
- Balkon Groove (MC, 1988)
- In dieser illegalen Bar (EP, 1989)
- Am Go-Go Snack (LP, 1991; als CD wiederveröffentlicht 2005)
- The Choice of a New Generation (LP, 1995; als CD wiederveröffentlicht 2005)
- In Guz We Trust – Anthology 1984–95 (CD, 1997)
- Starquick, Album (L’age d’or, 1998)
- We do wie du, Album (L’age d’or, 2000)
- Die geheime Weltregierung, Album (Elbtonal, 2003)
- Mein Name ist GUZ, Album (Trikont, 2008)
- Der beste Freund des Menschen, Album (Ritchie Records, 2013)

als Duo Naked in English Class* Counterfactuals, Album (Ikarus Records, 2016)
- Othering, Album (Ikarus, 2017)
- Selfing, Album (Ikarus, 2018)
- Live in Weirdsville 28. Dezember 2018, Album (Ikarus, 2019)
- self-titled, Album (Ikarus, 2021)